# Juncus saximontanus
Juncus saximontanus är en tågväxtart som beskrevs av Aven Nelson. Juncus saximontanus ingår i släktet tåg, och familjen tågväxter. Inga underarter finns listade i Catalogue of Life.